# Funkcje prawa
Funkcja prawa – rola, jaką pełni system prawa, poszczególne normy oraz instytucje prawne, widoczna w skutkach istnienia i działania. Otoczeniem, w którym bada się funkcje prawa, jest społeczeństwo i jednostki, które je tworzą. Mówi się w związku z tym o społecznych funkcjach prawa. W nauce nie utrwalił się dotychczas jednolity pogląd na temat typologii funkcji prawa, stąd w literaturze prawniczej wyróżnia się rozmaite kryteria podziału.

## Funkcja społeczna prawa
Funkcja społeczna prawa to przede wszystkim to, jakie skutki społeczne wywołuje w danej społeczności fakt ustanowienia i stosowania prawa o danej treści. Uwzględnia się zazwyczaj skutki społeczne odpowiednio doniosłe lub trwałe. Funkcje prawa to następujące ze względu na normy prawne zmiany zachowania podmiotów społecznych i związane z tym skutki faktyczne. W pewnych przypadkach funkcje prawa to bezpośrednie skutki danego unormowania prawnego występujące w stosunkowo krótkim czasie, w innych natomiast, bez względu na skutki natychmiastowe i bezpośrednie, ważne jest, co dane unormowanie powoduje w rozległej perspektywie spraw społecznych.

## Funkcje prawa

### Kryteria podziału
Funkcje prawa można rozpatrywać z różnych punktów widzenia, w szczególności biorąc pod uwagę:
- kierunek oddziaływania – funkcja stabilizująca i dynamizująca
- rodzaj oddziaływania – funkcja ochronna i organizacyjna
- sposób oddziaływania – funkcja represyjna i funkcja wychowawcza

### Funkcja stabilizująca a funkcja dynamizująca
Funkcja stabilizująca wyraża się tym, że skutkiem działania prawa w społeczeństwie jest utrwalanie istniejącego w nim ładu politycznego, gospodarczego itp., funkcja dynamizująca zaś, polega na promowaniu zmian w różnych sferach życia społecznego.
Wielowiekowy rozwój instytucji prawnych cechował się na ogół tym, że prawo było czynnikiem utrwalającym zastany układ stosunków społecznych i gospodarczych przy pomocy środków przymusu prawnego. Dopiero od czasów Oświecenia, można się spotkać w szerszym zakresie z głoszeniem poglądów, iż przez odpowiednie prawodawstwo można doprowadzić do zasadniczych zmian ustroju społecznego. Można wprawdzie stanowić normy prawne, które zmierzałyby do radykalnych przeobrażeń stosunków społecznych i zmuszać siłą do ich przestrzegania, jeśli jednak normy te nakazują jakieś postępowanie nieodpowiednie na gruncie prawidłowości życia społecznego czy ekonomicznego przejawiających się w danej epoce, to taka działalność prawodawcza na dłuższą metę okazuje się nieefektywna.
Niewątpliwie prawodawstwo może sprzyjać określonym przeobrażeniom stosunków społecznych, a inne utrudniać. W szczególności prawo może wprowadzać unormowania kreujące nowe instytucje prawne, odpowiadające potrzebom społecznym przejawiającym się w danym czasie, może stwarzać struktury organizacyjne życia społecznego, co określa się mianem funkcji innowacyjnej. Dawne, nieuchylone prawo może paraliżować spontaniczne zmiany społeczne, a uchylenie go może te zmiany przyspieszać. Co więcej, na dłuższą metę biorąc, dobrze funkcjonujący system prawny może kształtować system wartości, które akceptują obywatele, pośrednio ułatwiając określone przemiany życia społecznego.

### Funkcja ochronna a funkcja organizacyjna
Funkcja ochronna prawa polega na eliminowaniu zachowań zagrażających pewnym chronionym wartościom oraz nakłanianiu do działań realizujących takie wartości; polega na wspieraniu rozmaitych wartości istotnych ze społecznego punktu widzenia. Funkcja organizacyjna natomiast, polega na koordynowaniu działań członków społeczeństwa, określaniu form współpracy, stwarzaniu kompetencji do odpowiednich działań konwencjonalnych itd.
Funkcja ochronna prawa polega przede wszystkim na tym, iż normy prawne wyznaczają w sposób wyraźniej zarysowany niż inne normy społecznie wiążące, zespół wartości, które przez członków społeczeństwa powinny być respektowane, oraz zachowań, które mają służyć realizowaniu tych wartości. Funkcja ochronna ma wiele różnych aspektów, m.in. normy prawne wyznaczają w sposób dość skonkretyzowany formuły sprawiedliwości co do podziału dóbr społecznie wytworzonych i co do świadczeń wzajemnych (sprawiedliwość rozdzielcza i wyrównawcza), określają świadczenia na rzecz interesów ogólnospołecznych, a jednocześnie chronią pewne dobra indywidualne, chronią różnie rozumiane prawa jednostki, jej prawa podmiotowe (tzw. funkcja gwarancyjna). Funkcja ochronna może odnosić się do ochrony interesów szczególnie podmiotów słabszych społecznie (funkcja opiekuńcza prawa), np. osób niesprawnych czy młodocianych, ochrony interesów konsumentów w przypadku uzależnienia ich od monopolistów itd.
Funkcja organizacyjna prawa polega, najogólniej biorąc, na wyznaczaniu pewnych form życia zbiorowego oraz struktur społecznych. Przykładem może być funkcja organizacyjna prawa pracy, wyznaczająca formy współdziałania i podległości kompetencjom w strukturze zakładu, w którym praca się toczy czy funkcja organizacyjna prawa procesowego, wyznaczającego tok postępowania prowadzonego przez organy państwa czy ewentualnie inne podmioty, którym zalecono analogiczne zadania, czy też funkcja przepisów wyznaczających struktury organów państwowych.
Funkcja ochronna i organizacyjna prawa mogą się wiązać, np. gdy chodzi o zapewnienie odpowiednich form prawnych dochodzenia swych roszczeń przez zainteresowane podmioty czy form rozstrzygania konfliktów społecznych w sposób zinstytucjonalizowany.

### Funkcja represyjna a funkcja wychowawcza
Funkcja represyjna i funkcja wychowawcza uwzględnia to, czy prawo działa przez obawę dolegliwości, które mogą spotkać naruszycieli norm, czy przez fakt, iż wyrabia w adresatach norm trwałe przekonania, skłonności, nawyki.
Funkcja represyjna polega na wymierzaniu kar czy przeprowadzaniu egzekucji przy użyciu w razie konieczności przemocy fizycznej.
Funkcja wychowawcza przybiera charakter funkcji prewencyjnej wtedy, gdy ze względu na upowszechnienie w pewnym środowisku dezaprobaty dla czynów określonego rodzaju zmniejsza się częstość ich popełniania, natomiast jeżeli czyny niezgodne z prawem zostały już popełnione, funkcja wychowawcza może przybierać postać funkcji resocjalizacyjnej, gdy oddziaływanie dotyczy osoby ukaranej, którą przewidziana przez prawo kara skłania do zaakceptowania społecznie przyjmowanego systemu wartości, np. przez odpowiedni sposób wykonania kary pozbawienia wolności.
Niekiedy trudno oddzielić te dwie funkcje, jako że oddziaływanie przez stosowanie sankcji i oddziaływanie wychowawcze są wielostronnie ze sobą powiązane. wymierzanie kary czy przeprowadzenie egzekucji może w określonych warunkach stawać się w jakiejś mierze środkiem oddziaływania wychowawczego, to znaczy powodować zmianę sposobu wartościowania określonych czynów w danym środowisku społecznym.

### Inne funkcje
Wyróżnia się również funkcje:
- kontrolną – polega na tym, że rezultatem działania prawa jest poddanie zachowań ludzkich społecznej kontroli, m.in. przez eliminowanie odstępstw od obowiązujących norm. W ten sposób zachowania stają się obliczalne i przewidywalne; wzrasta poczucie pewności i bezpieczeństwa,
- dystrybutywną – jest rezultatem tego, że prawo przyczynia się do rozdziału w społeczeństwie różnego rodzaju dóbr i ciężarów (materialnych, moralnych). Widać to szczególnie wyraźnie w przypadku norm prawa cywilnego czy podatkowego,
- regulacja konfliktów – polega na tym, że rezultatem działania prawa (przestrzegania i stosowania) jest rozstrzyganie sporów między ludźmi, sporów, które pojawiają się w przypadku niezgodności interesów i opinii jednostek i grup ludzkich,
- partycypacyjną – przepisy prawa umożliwiają nam uczestnictwo, wpływ na stosunki społeczne i gospodarcze. np. przepisy ordynacji wyborczej, dobrowolne głosowanie.